# Valendas
Valendas est une localité et une ancienne commune suisse du canton des Grisons, située dans la région de Surselva.

## Histoire
Le 1er janvier 2013, elle a fusionné avec Versam, Safien et Tenna pour former la nouvelle commune de Safiental.

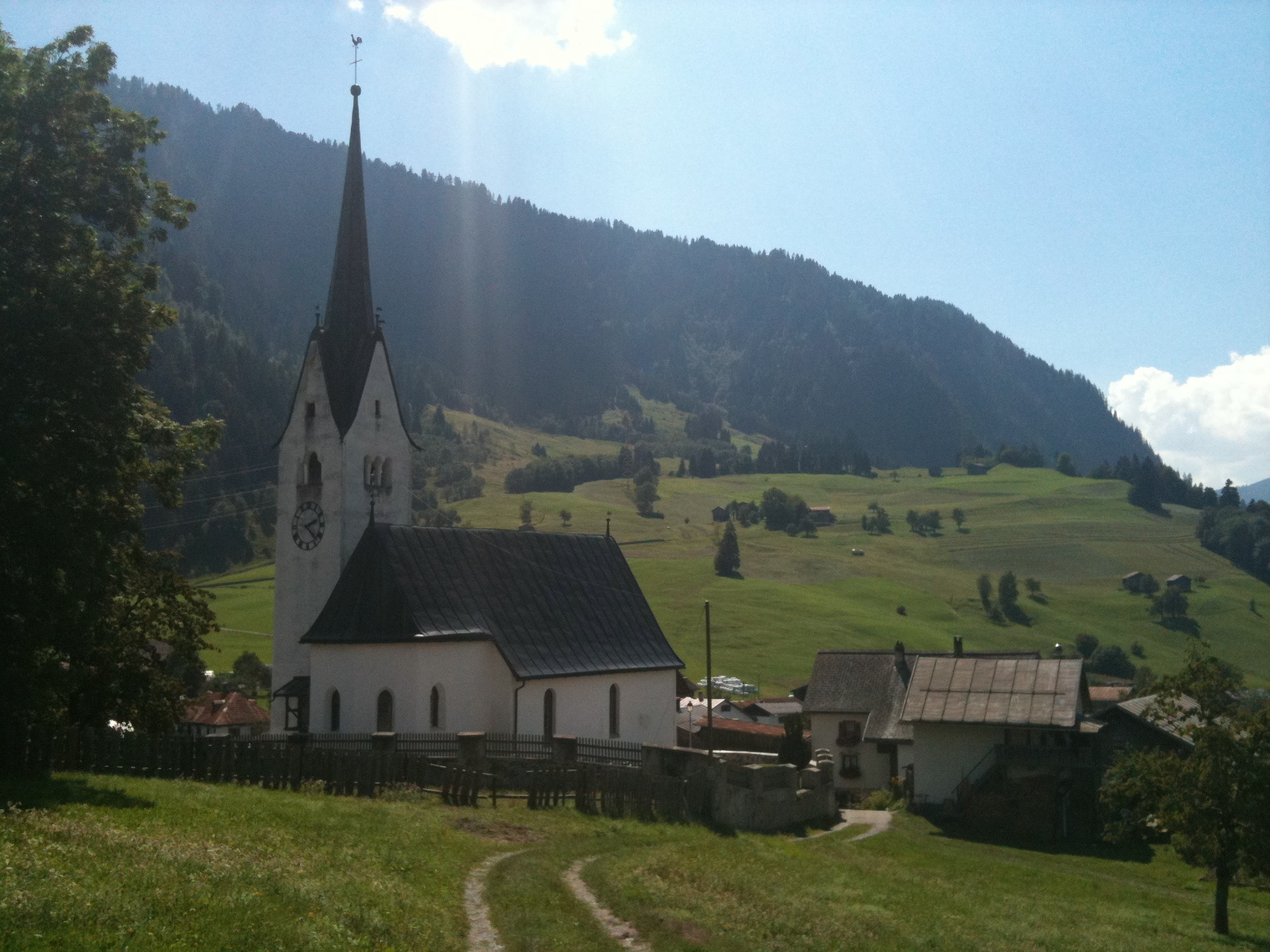
Église.

Photo aérienne (1947)